# Arnold von der Decken
Arnold Julius Günther von der Decken (* 17. Juli 1779 in Jork; † 28. Mai 1856 in Ritterhude) war ein hannoverscher Generalmajor der Infanterie und Besitzer der Güter Eichhof, Liethenhof und Ritterhude. 
Er war zweimal verheiratet und hatte neun Kinder.
Ein Sohn war der preußische Generalmajor Friedrich von der Decken. 
Der jüngste Sohn war der sächsische Generalleutnant Gideon von der Decken.